# صفصاف بابلي
الصفصاف البابلي أو الصفصاف المستحي أو أم الشعور أو  سالف العذراء (باللاتينية: Salix babylonica) نوع نباتي من جنس الصفصاف من الفصيلة الصفصافية (باللاتينية: Salicaceae).

## البيئة والانتشار
موطنه الأصلي شمال الصين ولكنه انتشر في مناطق كثيرة من العالم مثل أوروبا والمشرق العربي وأمريكا الشمالية وأستراليا.

## معرض صور

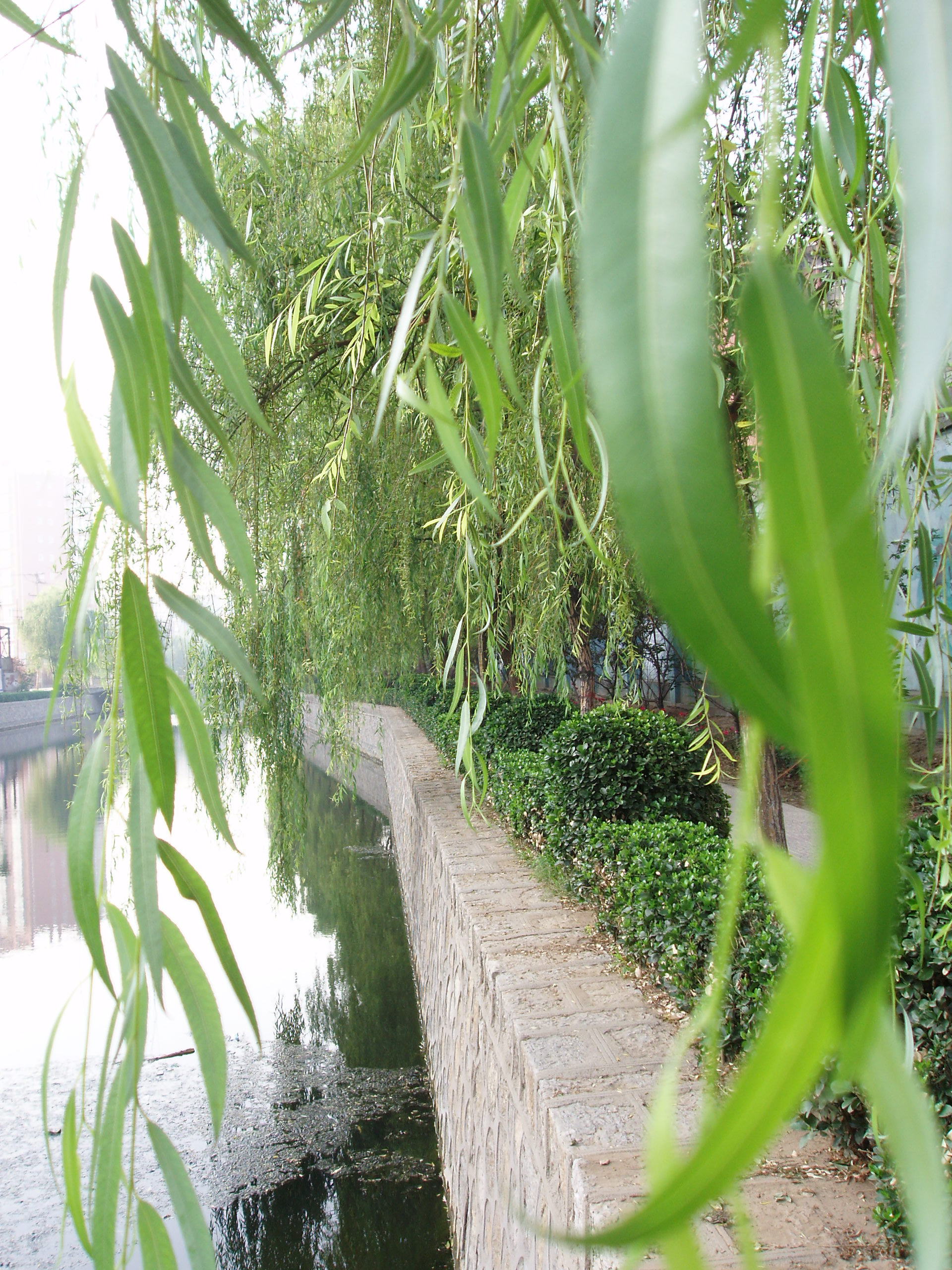
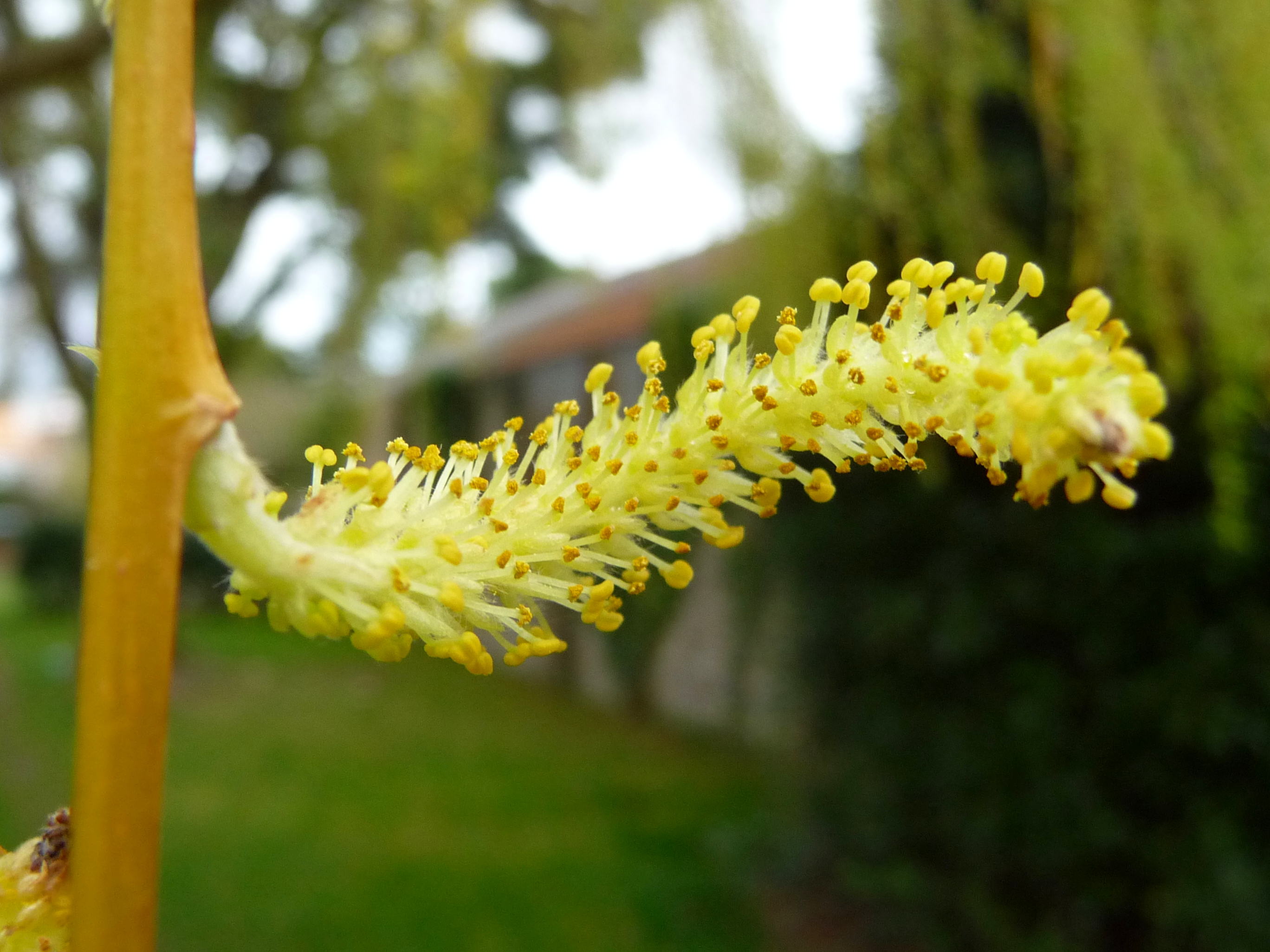
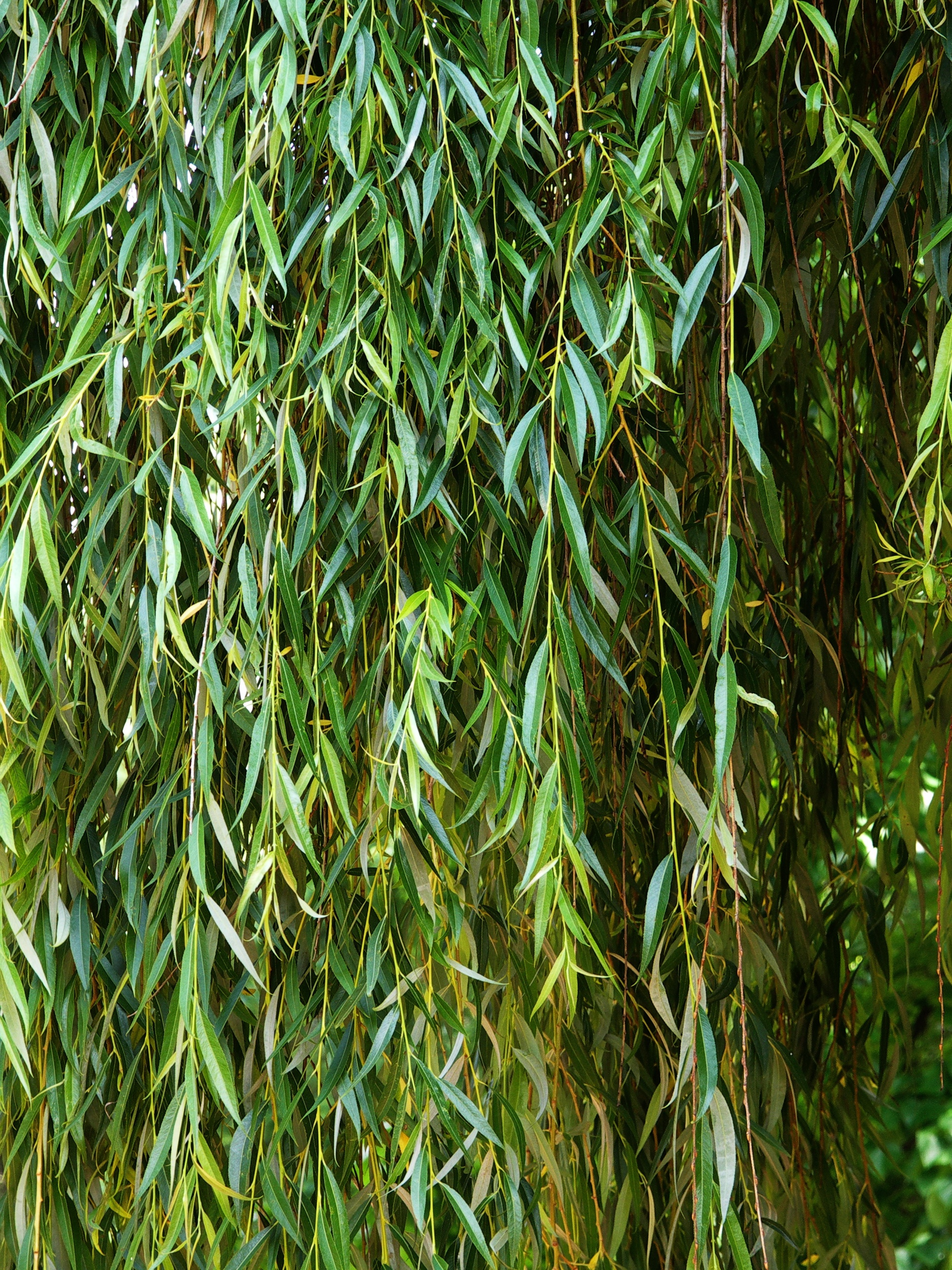
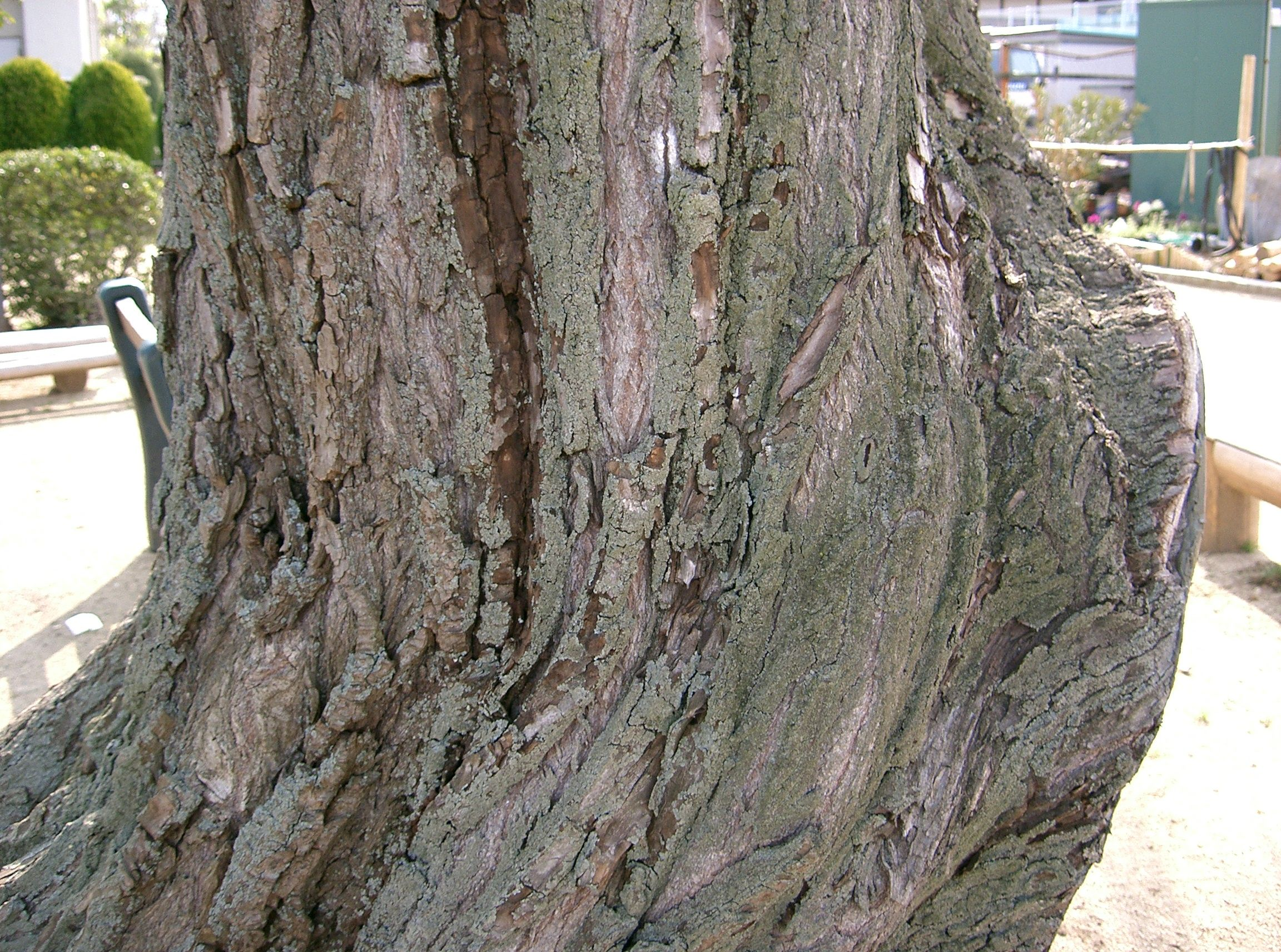